# Kanton Cadalen
Der Kanton Cadalen war bis 2015 ein französischer Wahlkreis im Arrondissement Albi, im Département Tarn in der Region Midi-Pyrénées. Hauptort war Cadalen. Vertreter im Generalrat des Départements war zuletzt von 2001 bis 2015 Jean Gasc (PS).
Der Kanton war 118,89 Quadratkilometer groß und hatte 3841 Einwohner, was einer Bevölkerungsdichte von 32 Einwohnern pro Quadratkilometer entsprach. Im Mittel lag er 226 Meter über Normalnull, zwischen 153 und 325 Meter. 

## Gemeinden
Er bestand aus sieben Gemeinden:
| Gemeinde           | Einwohner Jahr | Fläche km² | Bevölkerungsdichte | Code INSEE | Postleitzahl |
| ------------------ | -------------- | ---------- | ------------------ | ---------- | ------------ |
| Aussac             | 271 (2013)     | –          | – Einw./km²        | 81020      | 81600        |
| Cadalen            | 1.497 (2013)   | –          | – Einw./km²        | 81046      | 81600        |
| Fénols             | 221 (2013)     | –          | – Einw./km²        | 81090      | 81600        |
| Florentin          | 666 (2013)     | –          | – Einw./km²        | 81093      | 81150        |
| Labessière-Candeil | 722 (2013)     | –          | – Einw./km²        | 81117      | 81300        |
| Lasgraisses        | 465 (2013)     | –          | – Einw./km²        | 81138      | 81300        |
| Técou              | 965 (2013)     | –          | – Einw./km²        | 81294      | 81600        |